# Down with the King
Down with the King è un album di studio del 1993 del gruppo hip hop dei Run DMC.

## Tracce
1. Down with the King (feat. Pete Rock & CL Smooth)
2. Come On Everybody (feat. Q-Tip)
3. Can I Get It, Yo (feat. EPMD)
4. Hit 'Em Hard
5. To the Maker
6. In the Head
7. Ooh, Whatcha Gonna Do
8. Big Willie (feat. Tom Morello
9. Three Little Indians
10. In the House
11. Can I Get a Witness
12. Get Open
13. What's Next (feat. Mad Cobra)
14. Wreck Shop
15. For 10 Years